# Namaquarachne khoikhoiana
Namaquarachne khoikhoiana är en spindelart som beskrevs av Griswold 1990. Namaquarachne khoikhoiana ingår i släktet Namaquarachne och familjen Phyxelididae. Inga underarter finns listade i Catalogue of Life.